# Championnats du monde de descente de canoë-kayak 1961
Navigation
Championnats du monde de descente 1959 Championnats du monde de descente 1963
Les 2e championnats du monde de descente en canoë-kayak de 1961 se sont tenus à Hainsberg (de) en Allemagne de l'Est, sous l'égide de la Fédération internationale de canoë.

## Podiums

### K1 (Folding F1)
| Rang               | Athlète       | Pays            | Temps |
| ------------------ | ------------- | --------------- | ----- |
| Médaille d'or      | Zdenek Kostal | Tchécoslovaquie |       |
| Médaille d'argent  | Rudolf Klepp  | Autriche        |       |
| Médaille de bronze | Pavel Bone    | Yougoslavie     |       |

| Rang               | Athlète         | Pays               | Temps |
| ------------------ | --------------- | ------------------ | ----- |
| Médaille d'or      | Anneliese Bauer | Allemagne de l'Est |       |
| Médaille d'argent  | Jana Zverinova  | Tchécoslovaquie    |       |
| Médaille de bronze | Eva Setzkorn    | Allemagne de l'Est |       |

### C1
| Rang               | Athlète          | Pays               | Temps |
| ------------------ | ---------------- | ------------------ | ----- |
| Médaille d'or      | Manfred Schubert | Allemagne de l'Est |       |
| Médaille d'argent  | Gert Kleinert    | Allemagne de l'Est |       |
| Médaille de bronze | Jean Grossman    | France             |       |

### C2
| Rang               | Athlète                       | Pays               | Temps |
| ------------------ | ----------------------------- | ------------------ | ----- |
| Médaille d'or      | Jürgen Noak Siegfried Lück    | Allemagne de l'Est |       |
| Médaille d'argent  | Manfred Merkel Günther Merkel | Allemagne de l'Est |       |
| Médaille de bronze | Zdenek Valenta Miroslav Stach | Tchécoslovaquie    |       |

| Rang               | Athlète                           | Pays               | Temps |
| ------------------ | --------------------------------- | ------------------ | ----- |
| Médaille d'or      | Emil Zimmermann Rita Schneider    | Allemagne de l'Est |       |
| Médaille d'argent  | Nicole Lansmanne Georges Dransart | France             |       |
| Médaille de bronze | Edith Nickel Willi Landers        | Allemagne de l'Est |       |

## Tableau des médailles
| Rang  | Nation             | Or | Argent | Bronze | Total |
| ----- | ------------------ | -- | ------ | ------ | ----- |
| 1     | Allemagne de l'Est | 4  | 2      | 2      | 8     |
| 2     | Tchécoslovaquie    | 1  | 1      | 1      | 3     |
| 3     | France             | 0  | 1      | 1      | 2     |
| 4     | Autriche           | 0  | 1      | 0      | 1     |
| 5     | Yougoslavie        | 0  | 0      | 1      | 1     |
| Total | Total              | 5  | 5      | 5      | 15    |